# Richard Solarz
Ryszard (Richard) Solarz (ur. 9 lutego 1953 we Wrocławiu) – polski reżyser, operator filmowy.
Reżyser, autor zdjęć i montażysta filmu "Necrobusiness" o aferze „łowców skór” w Łodzi.. W 2008 roku film ten był nominowany do głównej nagrody na XXI Festiwalu Filmów Dokumentalnych w Amsterdamie (IDFA International Documentary Film Festival Amsterdam).

## Nagrody filmowe
- 2008: I Nagroda Festiwal Filmów Dokumentalnych "Tempo” Sztokholm[2][3]